# Tetropium fuscum
Tetropium fuscum là một loài bọ cánh cứng trong họ Cerambycidae.

## Hình ảnh

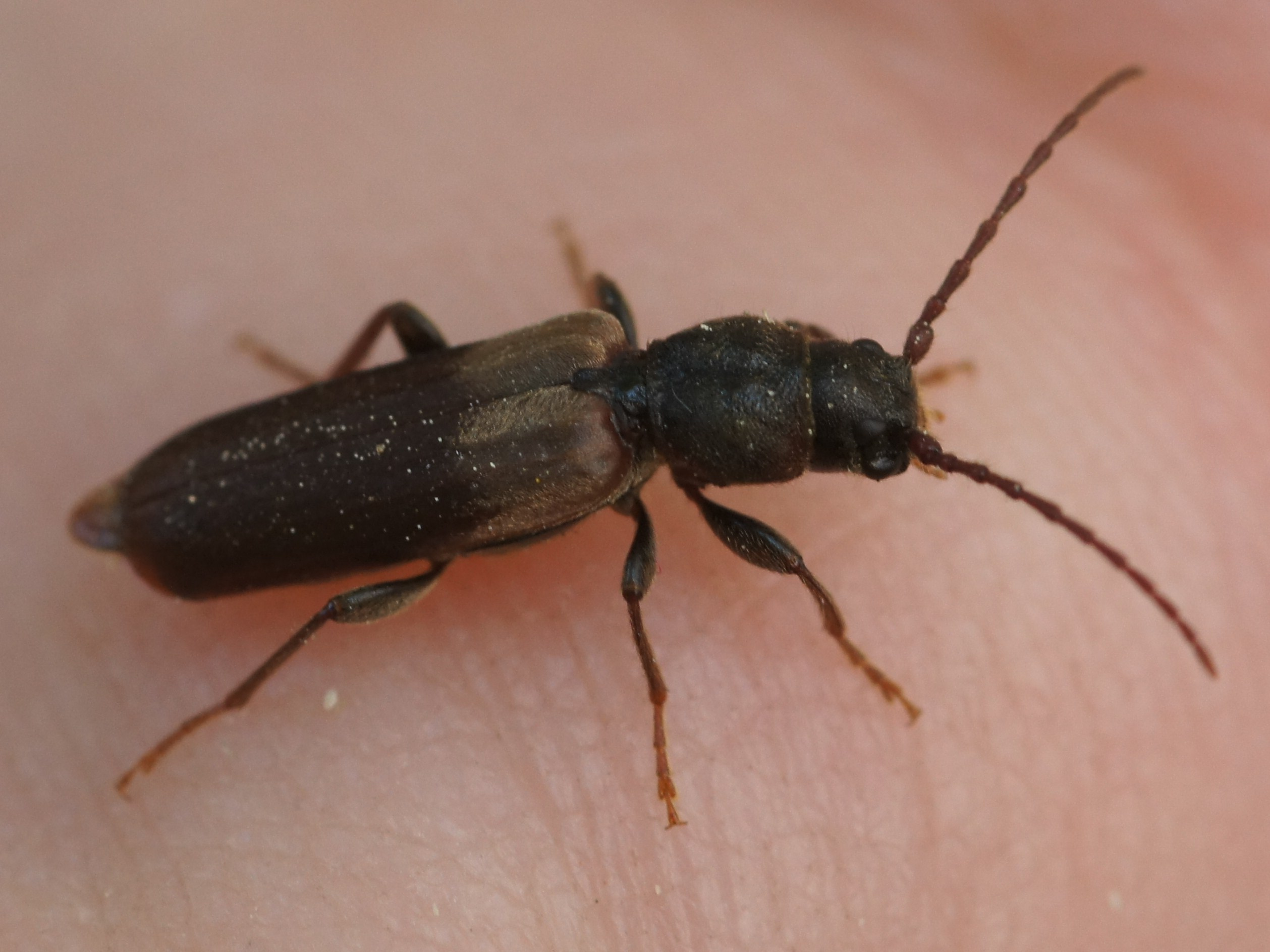